# Le Bal des cinglés

Le Bal des cinglés (Operation Mad Ball) est une comédie militaire de Richard Quine sortie en 1957. Elle met en scène Jack Lemmon, Kathryn Grant et Ernie Kovacs, avec une apparition de Mickey Rooney.

## Synopsis
L'action se déroule en 1946 dans un hôpital de campagne américain en Normandie. Les infirmières, qui ont toutes rang de lieutenant, y sont strictement séparées des hommes du rang, mais le soldat Hogan (Jack Lemmon) a bien l'intention de faciliter la rencontre d'un de ses camarades avec celle qu'il aime.
De fil en aiguille, il en vient à organiser un grand bal clandestin dans un hôtel du Havre tenu par une Française au caractère bien trempé. Il doit pour cela déjouer les manœuvres du tortueux capitaine Locke (Ernie Kovacs), son rival en amour auprès de l'infirmière Betty Bixby (Kathryn Grant), mais il bénéficie de la complicité de tous les soldats, notamment de celle du caporal Bohun (Dick York), secrétaire du capitaine.

## Fiche technique
- Titre : Le Bal des cinglés
- Titre original : Operation Mad Ball
- Réalisateur : Richard Quine
- Producteur exécutif : Jed Harris
- Scénario : Arthur Carter, Jed Harris, Blake Edwards, d'après une pièce d'Arthur Carter
- Musique : George Duning
- Directeur de la photographie : Charles Lawton Jr.
- Montage : Charles Nelson
- Pays de production :  États-Unis
- Distributeur : Columbia Pictures
- Date de sortie : 
  - États-Unis : 17 août 1957
- Durée : 105 minutes
- Format : 35 mm noir et blanc
- Langue : anglais
- Affiche : Georges Kerfyser (France)

## Distribution
- Jack Lemmon (VF : Roger Carel) : Hogan
- Kathryn Grant : Lieutenant Betty Bixby
- Ernie Kovacs : Capitaine Paul Locke
- Dick York : Caporal Bohun
- Arthur O'Connell : Colonel Rousch
- Mickey Rooney (VF : Emmanuel Curtil) : Sergent Yancy Skibo
- Jeanne Manet : Madame LaFour
- James Darren : Soldat Widowskas
- Roger Smith : Caporal Berryman
- Marilyn Hanold (en) : Lieutenant Tweedy
- L. Q. Jones : Ozark
- William Leslie : Soldat Grimes
- David McMahon : Sergent Pringle
- William Hickey (VF : Pierre Laurent) : Soldat Sampson
- Stacy Graham : Lieutenant Rosedale
- Bebe Allen : Lieutenant Johnson
- Sheridan Comerate : Sergent Wilson

Acteurs non crédités :
- Dick Crockett (en) : Sergent McCloskey
- Betsy Jones-Moreland : Lieutenant Bushey
- Mary LaRoche : Lieutenant Schmidt

## Titres de la bande-son
- Mad Ball, par Fred Karger et Richard Quine
- Let's Fall in Love de Harold Arlen (joué quand Hogan est arrêté)
- La Marseillaise de Claude Joseph Rouget de Lisle (sifflée par les soldats dans la tente)
- Pennies from Heaven d'Arthur Johnston (joué au cours des préparatifs et durant le bal)
- In the Mood de Joe Garland (répété par l'orchestre et joué durant le bal)